# Canton de Dreux-Ouest
Le canton de Dreux-Ouest est une ancienne division administrative française située dans le département d'Eure-et-Loir et la région Centre-Val de Loire.

## Représentation
Canton créé en 1982.
| Période | Période | Identité                    | Étiquette | Qualité |
| ------- | ------- | --------------------------- | --------- | --- |
| 1982    | 1988    | René-Jean Fontanille        | RPR       | Avocat Adjoint au Maire de Dreux Suppléant du député Martial Taugourdeau (1978-1981) |
| 1988    | 1994    | Maurice Ravanne (1933-2022) | PS        | Principal de collège Conseiller municipal de Dreux |
| 1994    | 2001    | Marie-France Stirbois       | FN        | Député d'Eure-et-Loir (1989-1993) Députée au Parlement Européen (1994-1999) et (2003-2004) Conseillère régionale du Centre (1986-1994) Conseillère régionale de Provence-Alpes-Côte d'Azur (2004-2006) Conseillère municipale de Dreux (1989-2001) Conseillère municipale de Nice (2001-2006) |
| 2001    | 2015    | Jacques Lemare              | UMP       | Vice-président du conseil général d'Eure-et-Loir Conseiller municipal de Dreux Vice-président de l'agglo du Pays de Dreux (Transports-Développement Numérique) Elu en 2015 dans le Canton de Dreux-2                                                                                          |

### Tendances politique et résultats
Élections cantonales, résultats des deuxièmes tours
- Élections cantonales de 2008[2] : Jacques Lemare (UMP) 54,90 %, Valentino Gambutto (PS) 45,10 %, Participation : 51,90 %.
- Élections cantonales de 2001 : Jacques Lemare (RPR) 51,48 %, Valentino Gambutto (PS) 48,52 %, Participation : 33,94 %.

## Composition
Le canton de Dreux-Ouest regroupait neuf communes et comptait 14 497 habitants (recensement de 2012).
| Communes                             | Population (2012) | Code postal | Code Insee |
| ------------------------------------ | ----------------- | ----------- | ---------- |
| Allainville                          | 140               | 28500       | 28003      |
| Boissy-en-Drouais                    | 216               | 28500       | 28045      |
| Crécy-Couvé                          | 261               | 28500       | 28117      |
| Dreux (fraction ouest de la commune) | 31 195            | 28100       | 28134      |
| Garancières-en-Drouais               | 292               | 28500       | 28170      |
| Louvilliers-en-Drouais               | 204               | 28500       | 28216      |
| Montreuil                            | 502               | 28500       | 28267      |
| Saulnières                           | 643               | 28500       | 28369      |
| Vert-en-Drouais                      | 1 160             | 28500       | 28405      |

## Démographie
| 1982 | 1990   | 1999   | 2006   | 2011   | 2012   |
| ---- | ------ | ------ | ------ | ------ | ------ |
| -    | 15 923 | 14 654 | 15 153 | 14 737 | 14 497 |